# Michael Collins (astronauta)
Michael Collins (Roma, 31 ottobre 1930 – Marco Island, 28 aprile 2021) è stato un astronauta statunitense che prese parte ai programmi Gemini e Apollo; è noto per essere stato pilota del modulo di comando dell'Apollo 11.
Collins, scelto nel 1963 come parte del terzo gruppo di astronauti della NASA che contava quattordici membri, volò nello spazio due volte. Il suo primo volo spaziale fu la missione Gemini 10, in cui lui e il comandante pilota John Young eseguirono un rendezvous spaziale tra due diversi veicoli e intrapresero due attività extraveicolari (EVA, note anche come "passeggiate spaziali"). Il suo secondo volo spaziale fu l'Apollo 11 in qualità di pilota del modulo di comando. Mentre Collins rimaneva in orbita intorno alla Luna, Neil Armstrong e Buzz Aldrin furono i primi a mettere piede sulla sua superficie. 
Collins è stato uno dei 24 astronauti che volarono intorno alla Luna, il diciassettesimo statunitense nello spazio, la quarta persona (e il terzo statunitense) a compiere una passeggiata spaziale e la prima persona ad averne eseguita più di una.

## Biografia

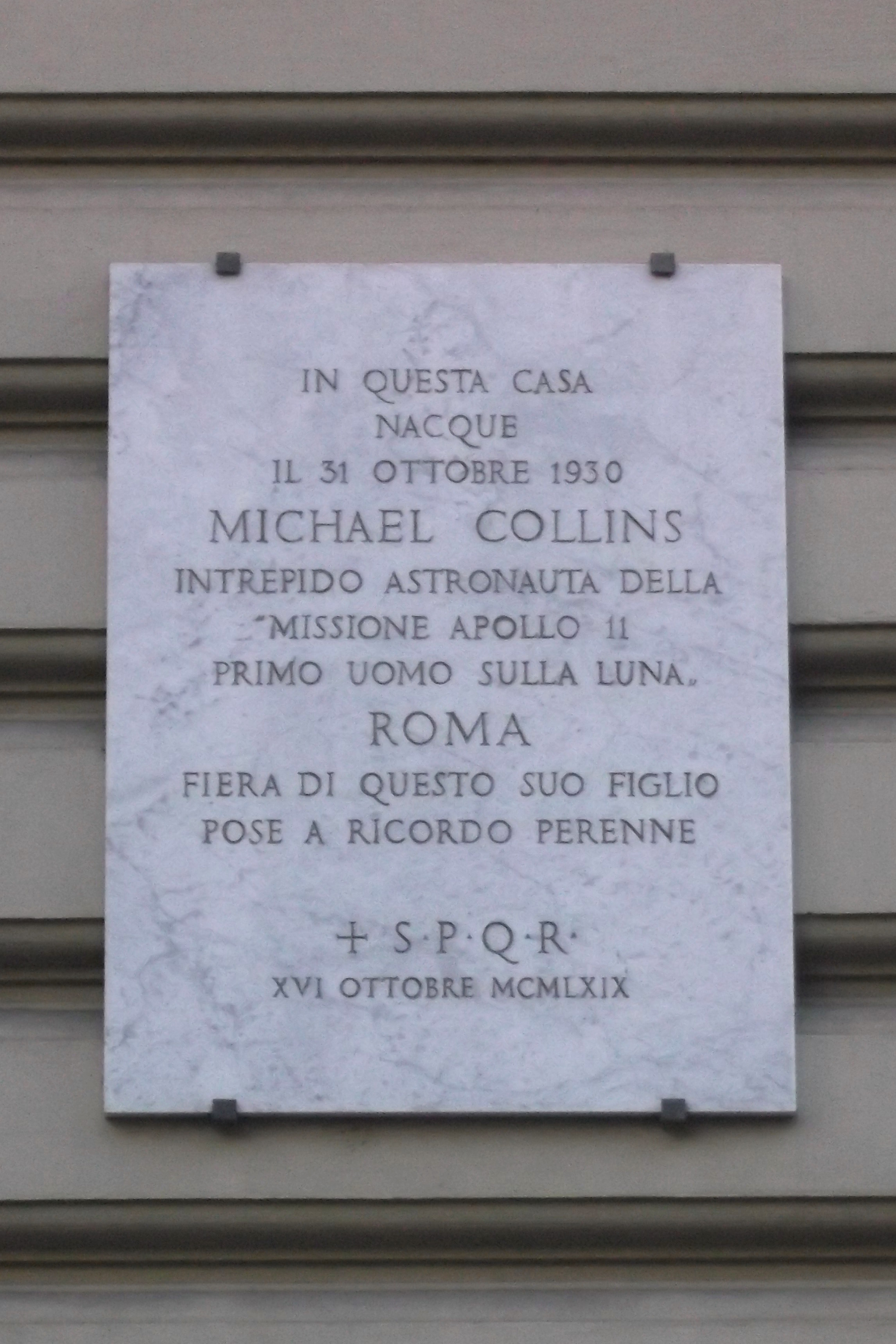
Targa presso la casa natale di Michael Collins.

Collins nacque al numero 16 di via Tevere, a Roma, dove il padre era in quel momento impiegato militare all'ambasciata statunitense in Italia; in seguito si spostò in vari paesi. Formatosi all'accademia militare di West Point diventò pilota e collezionò circa 4 200 ore di volo. Fu selezionato dalla NASA come astronauta nel 1963.
Prima di diventare astronauta, si era laureato presso la United States Military Academy e da lì si era arruolato nell'Aeronautica degli Stati Uniti dove pilotò i caccia F-86 Sabre alla base aerea di Chambley-Bussières.
Fu accettato nella scuola di pilotaggio sperimentale di volo dell'aeronautica presso la Edwards Air Force Base nel 1960. Fece domanda senza successo per il secondo gruppo di astronauti, ma venne accettato per il terzo.
Nel 1968 un'ernia del disco gli impedì di pilotare la capsula Apollo 8 e mise in forse la sua carriera di astronauta (era considerato il più esperto pilota del CSM, il modulo di comando e di servizio), ma un intervento chirurgico risolse il problema. Poté così partecipare alla missione Apollo 11 nel luglio del 1969, la prima a portare l'equipaggio sulla Luna. Collins era il pilota del modulo di comando e di servizio (CSM) che orbitava attorno alla Luna, mentre Neil Armstrong e Buzz Aldrin erano sulla superficie lunare. Quindi Collins non pose mai piede sulla Luna, trovandosi tuttavia a più riprese a essere l'essere umano più lontano dalla Terra nonché il più isolato, anche dal punto di vista delle comunicazioni.
Prima della missione Apollo 11, nel 1966, Collins volò sul Gemini 10. In questa missione, lui e il suo compagno di viaggio John Young stabilirono l'allora record di altezza mai raggiunta: 475 miglia sopra la superficie terrestre. Nella stessa occasione Collins compì anche una passeggiata nello spazio (EVA).
Donald Slayton, che aveva l'incarico di formare gli equipaggi per le missioni Apollo, durante l'addestramento per la missione Apollo 11 offrì a Collins la possibilità di comandare successivamente la missione Apollo 17 e scendere così sulla Luna, ma Collins rispose che non era interessato a ulteriori missioni spaziali.
Dopo essersi ritirato dalla NASA nel 1970, Collins accettò un lavoro nel Dipartimento di Stato come Assistente Segretario di Stato per gli affari pubblici. Un anno dopo, divenne direttore del National Air and Space Museum e mantenne questa posizione fino al 1978, quando si dimise per diventare sottosegretario della Smithsonian Institution. Nel 1980 assunse il ruolo di vicepresidente della LTV Aerospace, dal quale si dimise nel 1985 per avviare la propria società di consulenza.
Come per gli altri membri dell'equipaggio dell'Apollo 11, un piccolo cratere vicino al luogo dell'allunaggio porta il suo nome. Scrisse un libro, Carrying the Fire (disponibile anche in lingua italiana), sulla sua esperienza come astronauta. È presente inoltre anche nella Hollywood Walk of Fame. Il 13 agosto 1969 il presidente degli Stati Uniti Richard Nixon consegnò a lui, Armstrong e Aldrin, la prestigiosa medaglia presidenziale della libertà con lode.
È morto a Marco Island, in Florida, il 28 aprile 2021, a causa di un cancro.

## Omaggi e citazioni
A Michael Collins, gli Epo, gruppo indie-rock, hanno dedicato una canzone contenuta nell'album Silenzio/Assenso dal titolo omonimo Collins. Inoltre nel 1970 gruppo musicale rock Jethro Tull ha dedicato a Michael Collins la canzone For Michael Collins, Jeffrey And Me incusa nell'album Benefit.

Neil Armstrong e Michael Collins sono decorati dal governo brasiliano, 1969. Archivio Nazionale del Brasile

## Onorificenze

### Onorificenze straniere
Gli è stato dedicato un asteroide, 6471 Collins.